# (1987) Kaplan
(1987) Kaplan ist ein Asteroid des Hauptgürtels, der am 11. September 1952 von der russischen Astronomin Pelageja Fjodorowna Schain am Krim-Observatorium in Simejis entdeckt wurde.
Der Name des Asteroiden wurde zu Ehren des russischen Astronomen und Kriegsveteranen Samuil Aronowitsch Kaplan gewählt.